# Mårten Bunge (1630–1694)
Mårten Bunge, född 25 juni 1630 i Gävle, död 14 mars 1694 i Stockholm var en svensk rådman, ämbetsman och borgmästare. Han var far till borgmästaren Jakob Bunge.

## Biografi
Mårten Bunge var son till handelsmannen Jacob Jacobsson Bunge av släkten Bunge och Anna Martens som på 1600-talet invandrat från Tyskland till Sverige. Mårten Bunge uppträdde först i Västerås som handlare, därefter i Stockholm där han 1667 blev assistent i förmyndarekammaren. 1669 utnämndes han till rådman och 1672 till extra ordinarie rådman. 1692 blev han handelsborgmästare och preses i ämbetskollegium.
Han var från och med 1688 arrendator på Duvnäs gård som vid den tiden lydde under Danvikens hospital. Det var han som lät bebygga Duvnäs mera ståndsmässigt. Bunge ägde under 1600-talets senare del en malmgård på Södermalm och så gott som hela området kring den vilket gav upphov till kvartersnamnet Bunge (läge: Nytorgsgatan / Bondegatan / Renstiernas gata / Åsögatan).
Bunge avled 1694 i Stockholm och begravdes 3 juni samma år i Storkyrkan.

### Familj
Mårten Bunge gifte sig första gången 1659 med Margareta Jernstedt (1631–1680). Hon var dotter till brukspatronen Jakob Henriksson och Barbro Hising i Västerås. De fick tillsammans barnen justitieborgmästaren Jakob Bunge (1663–1731) i Stockholm, Magdalena Bunge (1669–1726) som var gift med borgmästaren Anders Spalding i Göteborg och revisionssekreteraren Jakob Hjelmberg, och överpostdirektören Henrik Bunge (1672–1737) i Stockholm.
Bunge gifte sig andra gången 14 augusti 1681 i Stockholm med Emerentia Leijel (1667–1700). Hon var dotter till brukspatronen Henrik Leijel och Judita Rokes i Älvkarleby socken.